# Glen Webbe
Glenfield Michael Charles Webbe (Cardiff, 21 de enero de 1962) es un ex–jugador británico de rugby que se desempeñaba como wing. Fue el primer negro a jugar por Gales

## Selección nacional
Fue convocado a los Dragones rojos por primera vez, en junio de 1986 para enfrentar a las Ikale Tahi y disputó su último partido en diciembre de 1988 ante los Stejarii. En total jugó diez partidos y marcó cuatro tries (16 puntos por aquel entonces).

### Participaciones en Copas del Mundo
Solo disputó una Copas del Mundo: Nueva Zelanda 1987 donde Webbe solo jugó un partido; pero en aquel, marcó un triplete para la victoria 29-16 ante Tonga. Los Dragones rojos ganaron su grupo, llegaron a semifinales siendo derrotados por los All Blacks (eventuales campeones) y posteriormente vencieron a los Wallabies para obtener la tercera posición. Hasta hoy, esta es la mejor participación de Gales en la historia del torneo.
| Mundial                       | Sede          | Resultado     | PJ | Tries |
| ----------------------------- | ------------- | ------------- | -- | ----- |
| Copa Mundial de Rugby de 1987 | Nueva Zelanda | Tercer puesto | 1  | 3     |